# Lilltjärnen (Skellefteå socken, Västerbotten, 719961-171724)
Lilltjärnen är en sjö i Skellefteå kommun i Västerbotten och ingår i Skellefteälvens huvudavrinningsområde.